# Yara Lins
Yara Lins, nome artístico de Orasília Severina da Silveira (Frutal, 26 de fevereiro de 1930 — São Paulo, 28 de junho de 2004), foi uma atriz brasileira.

## Carreira
Fez rádio por muitos anos, principalmente rádio novela. Trabalhou na Rádio de Uberaba, Excelsior, Rádio Nacional e Difusora de São Paulo. E aí veio a televisão. Começou na TV Tupi, a pioneira, depois foi para a TV Paulista, Globo, SBT, Bandeirantes. Yara Lins esteve em todas as principais emissoras e foi uma das pessoas que mais apareceu na tela da televisão brasileira.Ainda bem garota, assistiu a um espetáculo de circo, e viu que aquilo tinha tudo a ver com ela. A parte do circo-teatro, mexeu com a garota.
Até hoje em quantidade de novelas , séries e minisséries que participou só perde para a atriz Ana Rosa, seu melhores papéis foram como a Madame Mercedes Mogliani de Vitória Bonelli, Dona Berenice da segunda versão de Selva de Pedra, a Irene de Pai Herói, Dona Josefa em O Machão, a dona Maria em Éramos Seis, a Mãe Cândinha da novela A História de Ana Raio e Zé Trovão, a Zulmira de Kananga do Japão e a dona Nilda em Laços de Família de Manoel Carlos, que foi seu último trabalho.
Yara Lins foi o primeiro rosto feminino a aparecer na televisão brasileira, isso exatamente no dia 18 de setembro de 1950. Ela foi convocada para dizer o prefixo da emissora: "PRF-3 Emissora Associada de São Paulo orgulhosamente apresenta, neste momento, o primeiro programa de televisão da América Latina", quando era levada ao ar a extinta Rede Tupi de Televisão a primeira emissora do Brasil e da América Latina e a quarta do mundo.
Yara esteve presente na Televisão desde sua inauguração. Depois de trabalhar na Rede Tupi, ela se transfere para a TV Paulista canal 5, pertencente a Organização Victor Costa, onde se torna uma das entrevistadora do programa O mundo e das mulheres, apresentado por Hebe Camargo na década de 1950, Yara chegou a entrevistar o famoso pintor Di Cavalcanti.
Na década de 1960, já com as transmissões da telenovela diária, trabalhou em várias novelas na TV Excelsior, também esteve em novelas da Rede Globo, lá protagonizou a novela Paixão de Outono. Atuou na novela Beto Rockfeller na TV Tupi, depois de uma curta passagem pela Rede Bandeirantes, voltou a Rede Tupi aonde permaneceu por toda a década de 1970, atuando em várias novelas, tendo destaque maior em Vitória Bonelli escrita pelo novelista Geraldo Vietri, em 1979 atuou em Pai Herói de Janete Clair com quem já trabalhava desde os tempos de rádio.
Em 1980 estava no elenco de Drácula, Uma História de Amor, a novela foi interrompida, a Rede Tupi fecha o departamento de teledramaturgia e retira a novela do ar, meses depois a emissora foi fechada. Movida a novos desafios profissionais, Yara reencontra Vietri em sua volta a Bandeirantes em 1982, em sua novela “Renúncia”, na TV Cultura faz “Nem Rebeldes Nem Fieis” e “As Cinco Panelas de Ouro”. Na mesma década faz alguns trabalhos na TV Globo dentre minisséries, novelas e especiaias. Ainda nos anos 1980 ela participa das primeiras novelas da TVS, com textos baseadas nos originais mexicanos.         
Na Rede Manchete atuou Karanga do Japão e A História de Ana Raio e Zé Trovão (seu trabalho mais lembrado) , em seguida atua em duas minisséries na Rede Globo e de um episódio de Você Decide, vai para o SBT, e trabalha nos remakes de Éramos Seis, Sangue do Meu Sangue e Os Ossos do Barão, e por fim depois de algumas participações em programas especiais, ela participa de Laços de Família escrita por Manoel Carlos que foi seu ultimo trabalho na televisão.No cinema atuou em oito filmes, sendo os de maior destaque "Geração em Fuga" e "Xuxa Requebra". Já no teatro atuou em "Você tem medo do Ridículo Clark Gable?".

## Morte
Faleceu aos 74 anos, devido a problemas relacionados à Insuficiência respiratória em decorrência de um câncer de pulmão, estava internada no Hospital Oswaldo Cruz, em São Paulo vindo a falecer aos 28 de junho de 2004.
Foi casada e deixou duas filhas: Mônica e Monalisa.

## Filmografia

### Televisão
| Ano  | Título                             | Personagem               | Notas                                    | Emissora          |
| ---- | ---------------------------------- | ------------------------ | ---------------------------------------- | ----------------- |
| 2000 | Laços de Família                   | Dona Nilda Soriano       |                                          | Rede Globo        |
| 1999 | Você Decide                        | Jane                     | Episódio: "Numa Sexta-Feira 13: parte 1" | Rede Globo        |
| 1999 | Sandy & Junior                     | —                        |                                          | Rede Globo        |
| 1997 | Uma Janela para o Céu              | Dona Rita                |                                          | RecordTV          |
| 1997 | Os Ossos do Barão                  | Lucrécia                 |                                          | SBT               |
| 1995 | Sangue do Meu Sangue               | Mariana Rezende          |                                          | SBT               |
| 1994 | Éramos Seis                        | Dona Maria               |                                          | SBT               |
| 1993 | Contos de Verão                    | Dona Mariana             |                                          | Rede Globo        |
| 1992 | As Noivas de Copacabana            | Eulália Menezes          |                                          | Rede Globo        |
| 1992 | Você Decide                        | Luísa                    | Episódio: "A Outro"                      | Rede Globo        |
| 1991 | Terça Nobre                        | Giulietta                | Episódio: "O Caso do Martelo"            | Rede Globo        |
| 1990 | La Mamma                           | Giussepina               |                                          | Rede Manchete     |
| 1990 | A História de Ana Raio e Zé Trovão | Mãe Candinha             |                                          | Rede Manchete     |
| 1989 | Kananga do Japão                   | Zulmira                  |                                          | Rede Manchete     |
| 1989 | O Cometa                           | Mãe de Isabel            |                                          | Rede Bandeirantes |
| 1988 | O Pagador de Promessas             | Dona Teca                |                                          | Rede Globo        |
| 1986 | Selva de Pedra                     | Berenice Vilhena         |                                          | Rede Globo        |
| 1985 | Uma Esperança no Ar                | Elvira                   |                                          | SBT               |
| 1984 | Rabo de Saia                       | —                        |                                          | Rede Globo        |
| 1983 | Vida Roubada                       | Maria Amélia Carvalho    |                                          | SBT               |
| 1983 | Pecado de Amor                     | Malvina Vilaverde        |                                          | SBT               |
| 1983 | Acorrentada                        | Dona Josefina            |                                          | SBT               |
| 1982 | A Força do Amor                    | Amália                   |                                          | SBT               |
| 1982 | Avenida Paulista                   | Elvira                   |                                          | Rede Globo        |
| 1982 | Renúncia                           | Constância               |                                          | Rede Bandeirantes |
| 1982 | As Cinco Panelas de Ouro           | Trindade                 |                                          | TV Cultura        |
| 1982 | Nem Rebeldes, nem Fiéis            | —                        |                                          | TV Cultura        |
| 1982 | Caso Verdade                       | —                        | Episódio: "O Homem Disco Voador""        | Rede Globo        |
| 1981 | Morte e Vida Severina              | Rezadeira                |                                          | Rede Globo        |
| 1981 | Brilhante                          | Matilde Mesquita         |                                          | Rede Globo        |
| 1981 | Dona Santa                         | —                        |                                          | Rede Bandeirantes |
| 1980 | Um Homem muito Especial            | Olívia                   |                                          | Rede Bandeirantes |
| 1980 | Drácula, Uma História de Amor      | Olívia                   |                                          | Rede Tupi         |
| 1979 | Pai Herói                          | Irene Brandão            |                                          | Rede Globo        |
| 1978 | João Brasileiro, o Bom Baiano      | Palmira                  |                                          | Rede Tupi         |
| 1977 | Um Sol Maior                       | Maria Antônia            |                                          | Rede Tupi         |
| 1976 | Canção para Isabel                 | Júlia                    |                                          | Rede Tupi         |
| 1976 | Os Apóstolos de Judas              | —                        |                                          | Rede Tupi         |
| 1975 | O Velho, o Menino e o Burro        | Dona Mariquinha          |                                          | Rede Tupi         |
| 1974 | Ídolo de Pano                      | Magda                    |                                          | Rede Tupi         |
| 1974 | O Machão                           | Josefa                   |                                          | Rede Tupi         |
| 1974 | Estúdio A                          | —                        | Episódio: "Flores do Asfalto"            | Rede Tupi         |
| 1973 | A Volta de Beto Rockfeller         | Clotilde (Clô)           |                                          | Rede Tupi         |
| 1973 | O Conde Zebra                      | Dolorosa                 |                                          | Rede Tupi         |
| 1972 | Vitória Bonelli                    | Madame Mercedes Mogliani |                                          | Rede Tupi         |
| 1971 | O Preço de um Homem                | Márcia (Marcinha)        |                                          | Rede Tupi         |
| 1971 | Hospital                           | Aurora                   |                                          | Rede Tupi         |
| 1970 | Simplesmente Maria                 | Mirtes                   |                                          | Rede Tupi         |
| 1969 | João Juca Jr.                      | Luíza                    |                                          | Rede Tupi         |
| 1969 | Era Preciso Voltar                 | Denise                   |                                          | Rede Bandeirantes |
| 1968 | Beto Rockfeller                    | Clotilde (Clô)           |                                          | Rede Tupi         |
| 1968 | Os Diabólicos                      | —                        |                                          | TV Excelsior      |
| 1968 | Os Tigres                          | —                        |                                          | TV Excelsior      |
| 1968 | O Terceiro Pecado                  | Elizabeth                |                                          | TV Excelsior      |
| 1968 | Os Fantoches                       | Guiomar                  |                                          | TV Excelsior      |
| 1966 | O Sheik de Agadir                  | Valentina                |                                          | Rede Globo        |
| 1966 | Eu Compro Esta Mulher              | Dama de azul             |                                          | Rede Globo        |
| 1965 | Paixão de Outono                   | Verônica                 |                                          | Rede Globo        |
| 1965 | A Menina das Flores                | —                        |                                          | TV Excelsior      |
| 1965 | A Indomável                        | Débora                   |                                          | TV Excelsior      |
| 1965 | Aquele Que Deve Voltar             | Eugênia                  |                                          | TV Excelsior      |
| 1965 | Pecado de Mulher                   | —                        |                                          | TV Excelsior      |
| 1964 | Melodia Fatal                      | Marlene                  |                                          | TV Excelsior      |
| 1964 | Ilsa                               | Maria                    |                                          | TV Excelsior      |
| 1963 | Quando Menos Se Espera             | Mulher                   |                                          | TV Excelsior      |
| 1963 | Conflito                           | Margarida                |                                          | TV Excelsior      |
| 1960 | Oliver Twist                       | —                        |                                          | Rede Tupi         |
| 1958 | Casa de Bonecas                    | Nora                     |                                          | Rede Tupi         |
| 1958 | Um Nome de Mulher                  | Apresentadora            |                                          | Rede Tupi         |
| 1956 | Teledrama                          | Duquesa                  | Episódio: "Os Prescritos de Poker Flav"  | Rede Tupi         |
| 1956 | Teledrama                          | Maria                    | Episódio: " Mar Silencioso"              | Rede Tupi         |
| 1955 | Teledrama                          | Vários Personagens       | Episódio: "A Procura de Sílvia"          | Rede Tupi         |
| 1955 | O Mundo é das Mulheres             | Apresentadora            |                                          | Rede Tupi         |
| 1952 | TV de Vanguarda                    | —                        | Episódio:" Ninho Encantado"              | Rede Tupi         |
| 1952 | Rosas Para o Meu Amor              | —                        |                                          | Rede Tupi         |
| 1950 | A vida por um fio                  | —                        |                                          | Rede Tupi         |

### Cinema
| Ano  | Título                                | Papel          |
| ---- | ------------------------------------- | -------------- |
| 1999 | Xuxa Requebra                         | Dona Laura     |
| 1981 | Post Scriptum                         | Dulce          |
| 1978 | O Jeca e seu filho preto              | Dona Cheirosa  |
| 1977 | Tiradentes, o Mártir da Independência | Ama            |
| 1976 | Senhora                               | Emília Camargo |
| 1972 | Geração em Fuga                       | Bia            |
| 1968 | Nas Trevas da Obsessão                | —              |
| 1963 | Terra sem Deus                        | Joana          |

## Teatro[21][22]
- 1952 - A Cabra Cabríola
- 1952 - A Caipora
- 1952 - Caravana da Alegria
- 1952 - Mãe da Lua
- 1961 - A Farsa da Esposa Perfeita
- 1972 - A Ilha das Cabras
- 1980 - A Carta de Somset Maughan
- 1985 - Assim É ... Se Lhe Parece
- 1988 - O Burguês e o Fidalgo
- 1998 - Você Tem Medo do Ridículo Clark Gable?